# تیوماکاکوری (آریزونا)
تیوماکاکوری (به انگلیسی: Tumacacori) یک منطقهٔ مسکونی در ایالات متحده آمریکا است که در شهرستان سانتا کروز، آریزونا واقع شده‌است. تیوماکاکوری ۵٫۱ کیلومتر مربع مساحت و ۳۹۳ نفر جمعیت دارد.